# ウラモモーイ
ウラモモーイは、かつて桃井はるこがパーソナリティを務めたラジオ番組。「ウラ」(裏)と言うだけあり、テンションや進行が毎回少しずつ異なった。

## 放送時
ラジオ大阪が先に放送される
ラジオ大阪　毎週日曜日 24:00～24:30(正式には月曜0:00～0:30)
ラジオ日本　毎週月曜日 25:00～25:30(正式には火曜1:00～1:30)
- 放送期間 - 2005年4月3日～2006年4月2日（ラジオ日本は2005年4月4日～2006年4月3日）

## スペシャル
ラジオ大阪では、他のアニラジでは考えられないほど速いペースで生放送が行なわれる。アニメ系のオタクにとって重要なイベントが行われた日や、桃井はるこのライブ直後などが中心。横浜（東京）·ラジオ日本では生放送は行われていない(2005年7月時点)。
ラジオ大阪での生放送中に入ってきた地震速報をアナウンサーではなく、桃井はるこが読み上げたことがある。
生放送の回はラジオ大阪で放送されたものを、ラジオ日本で流すのではなく、オープニングやエンディングを取り直すなど、いくつかの点が異なっているものを放送している。銀座のラジオ大阪東京支社から生放送されているのであろうが、2005年6月26日放送分は「DreamParty LIVE EX in 大阪」、8月28日放送分は「アニメ魂」のイベントが大阪で行われた関係で大阪弁天町のラジオ大阪本社から生放送された。
なお、2005年9月18日に東京新宿歌舞伎町のライヴ居酒屋、新宿ロフトプラスワンから初の公開生放送が行われた。（ちなみに会場の新宿ロフトプラスワンとしても初めてのラジオ番組の公開生放送だったようである。）
2006年1月15日（ラジオ日本では16日）の放送は、インフルエンザのため休んだ桃井はるこに変わってmanzoが萬Ｚ（代打型）となってパーソナリティを代行した。番組名は「ウラマンゾー（？）」と名付けられ、ラジオ慣れしていないmanzoは全コーナーを休止して、3月発売の新曲（当時）「フルスロットル」などをかけつつ、ぐだぐだトークでなんとか代打出演をこなした。

## 連載
サンケイスポーツ（東京本社版）および道新スポーツにて番組の人気コーナー「ヲタ川柳」と連動した連載「モモーイのヲタ川柳に萌え～」が2005年9月から2006年3月まで毎週月曜日に掲載されていた。 

## スポンサー
オープニングでもエンディングでも企業名のクレジットが一切されないのが、この番組の特徴。スポンサーは明らかにされていないが、ジェネオンエンタテインメント・キングレコードなどのCMが流れる。